# Ruttjärnen, Ångermanland
Ruttjärnen är en sjö i Örnsköldsviks kommun i Ångermanland och ingår i Idbyån-Moälvens kustområde.